# Opętani (film)
Opętani (ang.: The Crazies, 2010) – horror sci-fi wyprodukowany w koprodukcji filmowców ze Stanów Zjednoczonych i Zjednoczonych Emiratów Arabskich w reżyserii Brecka Eisnera. Film jest remake'em obrazu z 1973 roku zatytułowanym Szaleńcy w reżyserii George’a A. Romero.

## Obsada
- Radha Mitchell jako Judy
- Danielle Panabaker jako Becca
- Timothy Olyphant jako David Dutton
- Joe Anderson jako Russell
- Preston Bailey jako Nicholas Farnum
- Lisa K. Wyatt jako Peggy Hamill
- Justin Welborn jako Curt Hammil
- Christie Lynn Smith jako Deardra Farnum
- Larry Cedar jako dyrektor Ben Sandborn
- Lexie Behr jako Lizzie
- Justin Price jako zainfekowany obywatel
- Robert Miles jako Lenny
- Rachel Storey jako Molly Hutchins
- Brett Wagner jako Jesse
- Tahmus Rounds jako Nathan
- Joe Reegan jako Billy Babcock
- Frank Hoyt Taylor jako Charles Finley
- Brett Rickaby jako Bill Farnum
- Chet Grissom jako Kevin Miller
- Alex Evans jako Red
- Anthony Winters jako Pastor Jim
- Timothy Douglas Perez jako SMG Boone
- Marian Green jako pani McGregor
- Mike Hickman jako Rory Hamill